# Yannick Michiels
Yannick Michiels (* 29. července 1991 Bonheiden, Belgie) je belgický reprezentant v orientačním běhu. Jeho největším úspěchem je čtvrté místo ze sprintu na mistrovství světa 2018, kde za bronzovou medailí zaostal o 0,6 sekundy. V roce 2015 byl na mistrovství světa ve stejné disciplíně pátý, v letech 2012-2014 vždy sedmý. V roce 2017 získal opět ve sprintu stříbro na Světových hrách v polské Vratislavi. V minulosti běhal za belgický klub TROL a finský Turun Metsänkävijät, za který startuje ve Skandinávii. Pro rok 2025 přestoupil do českého klubu K.O.B. Choceň.